# Miron Kołakowski
Miron Kołakowski (ur. 23 stycznia 1911 w Częstochowie, zm. 8 stycznia 1993 tamże) – polski adwokat, działacz katolicki, poseł na Sejm PRL II kadencji w latach 1957–1961, przyłączył się do koła posłów „Znak”.
Był synem Bolesława Kołakowskiego, wykładowcy chemii na Uniwersytecie Lwowskim oraz bratem Jerzego Kołakowskiego, inżyniera, rektora Politechniki Częstochowskiej.
Absolwent prawa na Uniwersytecie Warszawskim (1933), następne dwa lata (planując karierę dyplomaty) spędził w Szkole Nauk Politycznych. Jednocześnie robił aplikację adwokacką, zakończoną egzaminem w czerwcu 1939 r. Był członkiem Stronnictwa Narodowego, uczestnik wojny obronnej 1939, działacz podziemnego SN. Od 1945 adwokat, doradca prawny biskupów częstochowskich. W 1956 współpracował z Tymczasowym Komitetem Porozumiewawczym Działaczy Katolickich przy OK FJN, następnie działacz KIK w Warszawie, m.in. członek zarządu (1958–1960).
W 1957 wybrany do Sejmu w okręgu wyborczym nr 83 w Częstochowie jako poseł bezpartyjny. Przyłączył się do koła posłów „Znak”. Po zakończeniu kadencji pracował jako adwokat.
W 1978 r. przeżył udar, co zmusiło go do wycofania się z życia zawodowego, jednak w miarę możliwości działał jeszcze społecznie. M. in. w stanie wojennym udzielał pomocy prawnej represjonowanym. W latach 80. współpracował z czasopismami „Myśl Polska” i „Niedziela”.
Przez cały okres PRL-u był inwigilowany przez SB, która klasyfikowała go jako "klerykała" i "faszystę".